# Liaoxitriton
Liaoxitriton is een geslacht van uitgestorven amfibieën. Fossielen van deze basale salamander zijn gevonden in de Chinese provincie Liaoning, in de Jehol-groep, waar ook veel fossielen van gevederde dinosauriërs en vroege vogels gevonden zijn.